# Ackusatoriskt system
Ackusatoriskt system eller partsstyrt system är ett rättssystem enligt den ackusatoriska principen där en rättegång i en domstol är ordnad som en förhandling mellan den tilltalade och åklagaren som jämställda parter och inför opartiska domare
Åklagaren ska stå helt fri i förhållande till domarmakten och bevisbördan ska vila på åklagaren.
Rätten ska inte föra in processmaterial i målet utan bara besluta om det som parterna i målet för in. Domaren ska endast fungera som medlare och senare beslutsfattare.
Förhandlingen leds huvudsakligen av åklagaren, som har att prestera bevisningen. Den anklagade har rätt att anlita en försvarare. Metoden förekommer särskilt renodlad i rättssystem som tillämpar Common law, t.ex. USA och Kanada.
Det ackusatoriska systemet står i motsats till det inkvisitoriska systemet, där domaren intar en dominerande ställning genom att även agera som åklagare, och kännetecknas således inte av ett förhandlingsförfarande mellan två jämställda parter.